# Bedřich Honzák
Bedřich Honzák (10. prosince 1870 Kopidlno –⁠ 19. listopadu 1933 Hradec Králové) byl český odborný lékař, chirurg a porodník působící zejména v Hradci Králové, kde v nemocnici zastával takřka 28 let pozici primáře a v letech 1928–⁠1933 také ředitele tehdy nové okresní nemocnice. Redigoval Časopis lékařů českých, napsal několik odborných prací a překladů. Kromě operatérství věnoval pozornost zejména dětské chirurgii.
Právě v Časopisu lékařů českých pak vyšlo v roce 1956 zhodnocení Honzákova významu: „Honzákův význam tkví nejen v tom, že tehdy z hradecké nemocnice učinil vyhledávaný ústav, že za něho stoupl počet operací, nýbrž hlavně že přispěl dnešnímu lékařskému učilišti podílem na vybudování základu k dnešní klinické nemocnici.“

## Rodina
Bedřich Honzák byl jedním z šesti dětí MUDr. Jana Aloise Honzáka a jeho manželky Anny, roz. Hlaváčové (svatba 1868). Otec působící jako městský a osobní lékař hraběte Ervína Šlika byl váženým občanem a osvětovým pracovníkem v Kopidlně na Jičínsku. Po jeho předčasné smrti (na tuberkulózu) se rodina přestěhovala do Prahy.
Bedřichova setra Anna Honzáková (1875–1940) byla česká lékařka; první promovaná doktorka medicíny 17. března 1902 na české Karlo-Ferdinandově univerzitě v Praze a historicky třetí promovaná česká lékařka. Další mladší sestra Albína Honzáková (1877–1973) byla profesorkou dívčího gymnázia Minerva v Praze, jednou z předních pracovnic českého ženského hnutí, přítelkyní dcer T. G. Masaryka. Starší sestra Marie se provdala za táborského lékaře a vlastence MUDr. Josefa Pavlíka a byla matkou první české inženýrky architektky Milady Pavlíkové-Petříkové (1890–1985) a známé operní pěvkyně Libuše Paserové-Pavlíkové (1900–1984).
Bedřich si vzal za manželku sestru dalšího uznávaného českého lékaře prof. Václava Libenského. Ze svazku vzešla dcera, která se stala doktorkou práv a advokátkou. Z nemanželského vztahu s Anežkou Bártovou (nar. v Křížově u Vlašimi na Benešovsku) měl dva syny: Emila (nar. 19. července 1901) a Jiřího (nar. 16. července 1902). V rodných listech obou z nich není uveden žádný otec.

## Život

### Počátky lékařské kariéry
Narodil se do lékařské rodiny v Kopidlně. Gymnázium vystudoval v Jičíně, kde odmaturoval v roce 1889. Následně v roce 1895 vystudoval lékařskou fakultu v Praze. V listopadu 1895 vystoupil na valné hromadě Spolku českých mediků s návrhem podání petice do obou komor říšské rady, aby byly ke studiu medicíny připuštěny i dívky. Návrh ale tehdy ve spolku padl. O 10 let později však na téže fakultě promovala jako první žena vůbec právě Bedřichova sestra Anna Honzáková.
Po absolvování vysoké školy Honzák získával zkušenosti v řadě významných lékařských pracovišť – II. interní klinice prof. Josefa Thomayera, porodnické a gynekologické klinice prof. Karla Pawlíka, kožní klinice prof. Vítězslava Janovského i oční klinice prof. Jana Deyla. Poté se usadil na chirurgické klinice prof. Karla Maydla, kde byl nejprve sekundářem, později asistentem. Celkově u Maydla působil devět let. Tehdy také podnikl studijní cesty po zahraničních klinikách (Paříž, Berlín a Vídeň, kde působil u slavného ortopeda prof. Adolfa Lorenze). V roce 1903 se stal odborným lékařem pro chirurgii a ortopedii.

### Primářem nemocnice v Hradci Králové
Nabízela se mu i univerzitní kariéra, ale odmítl habilitaci a rozhodl se jít cestou chirurgické praxe v pozici primáře. Po dlouholetém působení na pražské chirurgické klinice nastoupil od 1. ledna 1906 jako primář tehdy monoprimariátní okresní nemocnice v Hradci Králové. Podporoval modernizaci nemocnice, o níž se již snažil jeho předchůdce Otakar Klumpar (1860–1915). Ze začátku zastával (stejně jako předchozí dva primáři) práci chirurga, porodníka i internisty zároveň. Službu ztěžovaly nevyhovující technické a materiální podmínky. Proto Honzák požádal zřizovatele – okresní výbor – o finanční příspěvek, který dostal ve výši 9 tisíc korun. Nemocnici díky tomu vybavil moderními sterilizačními přístroji a dalším novým chirurgickým vybavením. Do bytu primáře a sekundáře byl zaveden telefon.

### Působení na Balkáně
V době počátků první balkánské války byl v Praze ustanoven Pomocný sbor lékařský, který organizoval lékařskou pomoc v bojem postižených oblastech. Honzák odjel se svou skupinou pod hlavičkou a financováním Českého pomocného lékařského sboru 5. listopadu 1912 do Bulharska, když vedl druhou velkou lékařskou výpravu. Součástí jeho týmu byli lékaři Karel Hrdlička (asistent pražské porodnice a pozdější pražský městský fyzik), Vilém Krlín, Jaroslav Chládek (asistent pražské porodnice), Vazač, Rubeš, Kupec, Petr (americký Čech z Omahy), Antonín Lysý (z Mladé Boleslavi, pozdější praktický lékař v Semilech), 6 mediků a 16 zdravotních sester. Výprava zamířila do Plovdivu, do Staré Zagory a do Jambole, kde výprava zůstala do 27. listopadu. Jelikož však byla daleko od fronty a zranění se k ní dostávali až po 14 dnech, rozhodl se Honzák po dvou týdnech s částí skupiny přesunout do Lozengradu, dnešního tureckého Kırklareli, vzdáleného asi 150 km po polních cestách.
Honzák popsal cestu takto: „Potkávali jsme na sta raněných raději pěšky se vlekoucích, vyzáblých, hladových, žíznivých, prosících dojemně tu o převaz, tu o prostředek proti stálým průjmům. Vlekli se v slunci, zase v dešti, blátě, za krutých vichrů 6, 8 i více dnů nepřevázáni hroznou tou cestou. (…) Ti ostatní leželi s prostřelenou hlavou, s roztříštěnou končetinou, prostřeleným hrudníkem a podobně. (…) Leželi jeden nebo dva v úzkém vozíku, taženém párem hladových volů (…), zžířáni tisíci a tisíci vší.“
Honzák se svojí skupinou dorazil do Lozengradu v den vyhlášení příměří. Přesto nebyli do města zpočátku vpuštěni. V té době už ve městě pracovaly lékařské výpravy z Vídně, ale i z oblastí mimo monarchii: Anglie, Ruska a Německa. Honzák zde získával inspiraci od anglické a ruské nemocnice a předával ji dál kolegům v týmu. Anglická nemocnice měla dokonce vlastní rentgen, v té době velkou vzácnost. Působení na Balkáně Honzák vylíčil v Časopisu lékařů českých.

### Primářem i ředitelem v Hradci Králové

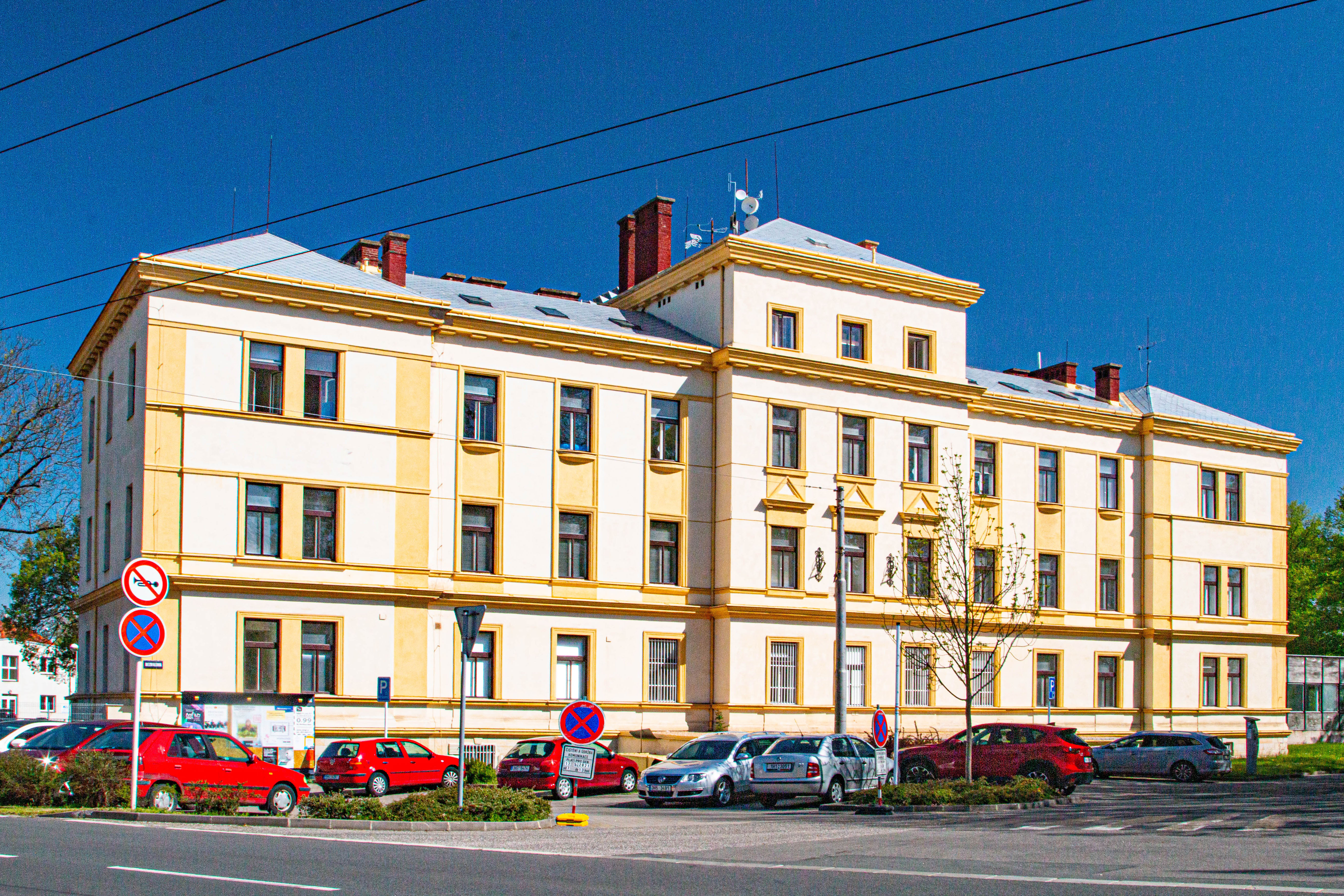
Budova Staré nemocnice v Hradci Králové

V době první světové války stále působil v okresní nemocnici, ale zároveň se vzhledem k situaci stal vedoucím lékařem vojenské záložní nemocnice v Hradci Králové, která v prostorách okresní nemocnice také působila. Po skončení první světové války se snažil o další rozvoj okresní nemocnice, o její rozšíření, modernizaci a o zejména výstavbu nového areálu. Nejprve v letech 1922–1923 vznikla přístavba staré nemocnice podle projektu arch. Václava Rejchla. V roce 1924 získala nemocnice svůj první rentgenový přístroj. Honzák zároveň podporoval zvýšení počtu odborných lékařů a následně odbornou reorganizaci nemocnice, když měl nemalou zásluhu na postupném osamostatnění čtyř lékařských oborů ve staré nemocnici. Např. v závěru roku 1924 došlo z Honzákova podnětu ke vzniku oddělení pro choroby ušní, nosní, krční. V roce 1926 pak Honzák dosáhl toho, že začal být stavěn zcela nový nemocniční komplex okresní (později fakultní) nemocnice podle projektu architekta Bedřicha Adámka. Nový nemocniční areál tvořilo pět nemocničních pavilonů, administrativní budova, hospodářská budova a kotelna, čisticí stanice a ještě několik menších budov. Se zahájením provozu v listopadu 1928 se Honzák ujal vedení chirurgického oddělení a zároveň se stal ředitelem nemocnice.
Byl přísedícím Čestné rady Lékařské komory.

### Úmrtí
Zemřel náhle uprostřed rozdělané práce v neděli 19. listopadu 1933 , a to doma po krátké plicní nemoci (nachladil se cestou ze setkání lékařů v Praze). Pohřeb se konal ve středu 22. listopadu. Pohřební průvod vyšel ve 15 hodin z katedrály sv. Ducha a mířil přes Pospíšilovu třídu do Pouchova. Pietní akce se účastnily tisíce lidí, které přišly vyjádřit velkou úctu oblíbenému a uznávanému lékaři. Pohřben byl na hřbitově v Pouchově.

## Dílo
V letech 1903–05 působil jako spoluredaktor Časopisu lékařů českých (s dr. Semerádem). Sám byl autorem odborných statí (např. O diabetické senilní sněti končetin, O střevní tuberkulose a její operativní léčbě; O pathologii svalstva ústní dutiny; Soubor literární činnosti prof. dr. K. Maydla). Zároveň se snažil seznamovat českou lékařskou obec s novinkami v evropské medicíně, s nimiž byl obeznámen na zahraničních kongresech či v zahraničních časopisech. Do časopisu také zasílal zprávy ze svého působení na Balkáně v roce 1912 (viz dále). Publikoval nejen v Časopisu lékařů českých, ale také např. v Poliklinickém sborníku. Společně s Karlem Šantrůčkem z angličtiny přeložil učebnici chirurgie Williama Rose a A. Carlese.
Informace k otevření nemocnice sepsal ve textu Vznik a rozvoj všeobecné veřejné nemocnice v Hradci Králové (in: Kol. aut., Pamětní spis k otevření nové okresní nemocnice v Hradci Králové, Hradec Králové 1928).

## Stavební činnost

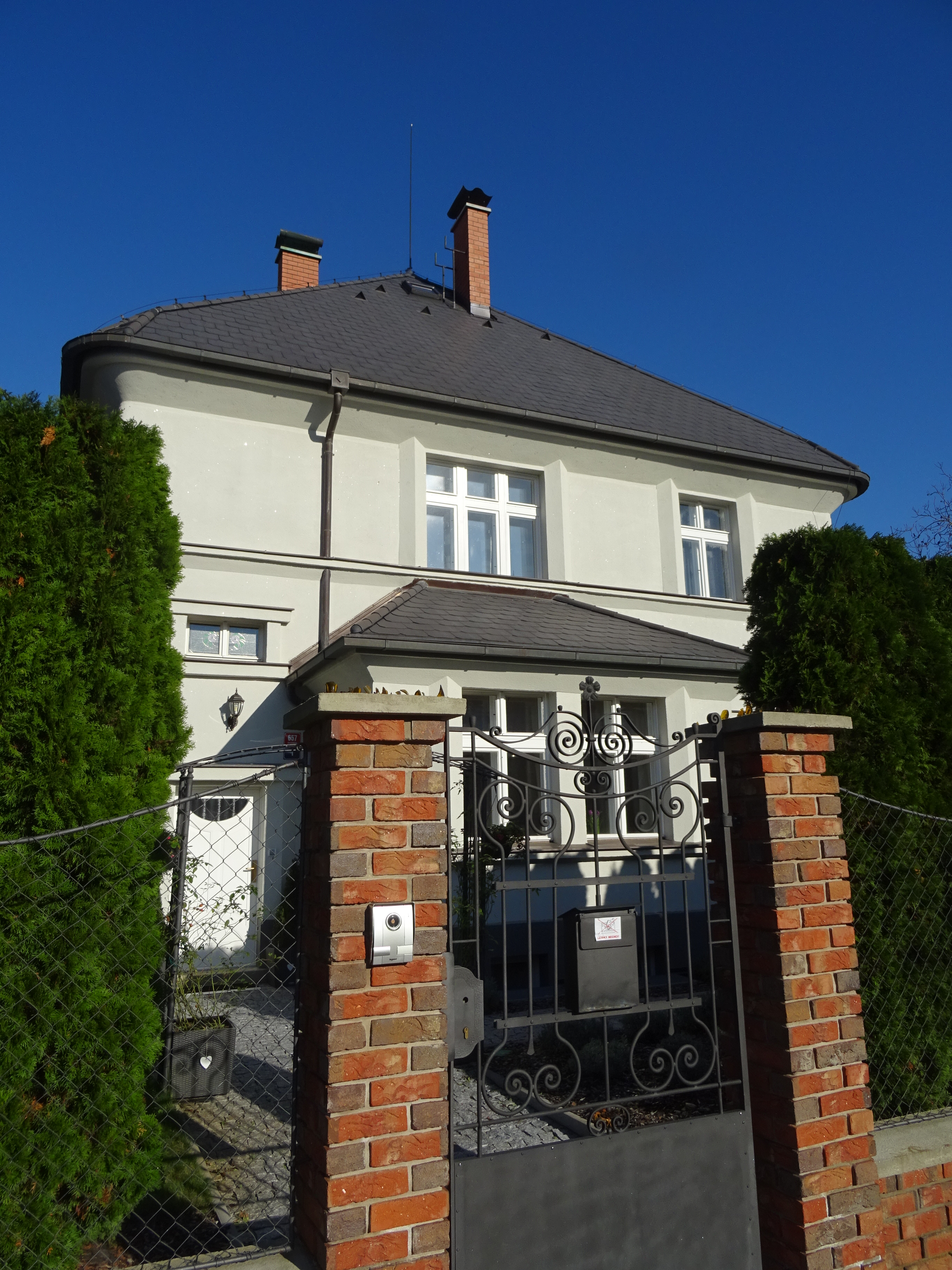
Vila Bedřicha Honzáka

### Vila
V letech 1923–24 si nechal zbudovat rodinný dům –⁠ vilu Bedřicha Honzáka. O návrh stavby v roce 1923 požádal svoji neteř Miladu Petříkovou-Pavlíkovou (první ženskou absolventku architektury na pražském vysokém učení technickém) a jejího manžela Theodora Petříka. Návrh vily byl pro manžele Petříkovy jedním z klíčových momentů jejich profesní kariéry. Zajímavostí je, že jeho předchůdce na pozici primáře MUDr. Otakar Klumpar si nechal postavit vilu ve stejné oblasti o několik let dříve.

### Činžovní dům
Ve 30. letech 20. století se Honzák rozhodl investovat do nemovitostí a postavit nájemní dům. O architektonický návrh opět požádal svoji neteř Miladu Petříkovou-Pavlíkovou a jejího manžela Theodora Petříka, kteří pro něj již ve 20. letech projektovali rodinnou vilu. Stavba byla realizována v letech 1931–1932 pod vedením stavitele Jana Krause.